# Municipio de Lake (condado de Tripp)
El municipio de Lake (en inglés: Lake Township) es un municipio ubicado en el condado de Tripp en el estado estadounidense de Dakota del Sur. En el año 2010 tenía una población de 52 habitantes y una densidad poblacional de 0,56 personas por km².

## Geografía
El municipio de Lake se encuentra ubicado en las coordenadas 43°7′33″N 99°50′22″O / 43.12583, -99.83944. Según la Oficina del Censo de los Estados Unidos, el municipio tiene una superficie total de 93.29 km², de la cual 93,17 km² corresponden a tierra firme y (0,12 %) 0,12 km² es agua.

## Demografía
Según el censo de 2010, había 52 personas residiendo en el municipio de Lake. La densidad de población era de 0,56 hab./km². De los 52 habitantes, el municipio de Lake estaba compuesto por el 96,15 % blancos, el 1,92 % eran amerindios y el 1,92 % eran de una mezcla de razas. Del total de la población el 0 % eran hispanos o latinos de cualquier raza.